# Mnichov (okres Strakonice)
Mnichov je obec v okrese Strakonice v Jihočeském kraji. Rozkládá se v Blatenské pahorkatině, asi sedm kilometrů severozápadně od Strakonic. Žije zde 251 obyvatel.

## Historie
První písemná zmínka o obci pochází z roku 1243, kdy patřila křížovníkům svatomářským. O osm let později ji získal darem od Bavora ze Strakonic, včetně dalších vesnic, kostela a paláce na strakonickém hradě, maltézský řád.

## Obyvatelstvo
| Rok            | 1869 | 1880 | 1890 | 1900 | 1910 | 1921 | 1930 | 1950 | 1961 | 1970 | 1980 | 1991 | 2001 | 2011 | 2021 |
| -------------- | ---- | ---- | ---- | ---- | ---- | ---- | ---- | ---- | ---- | ---- | ---- | ---- | ---- | ---- | ---- |
| Počet obyvatel | 626  | 633  | 592  | 541  | 560  | 589  | 577  | 446  | 441  | 363  | 304  | 234  | 219  | 246  | 247  |
| Počet domů     | 86   | 95   | 97   | 98   | 99   | 101  | 106  | 114  | 105  | 103  | 93   | 110  | 109  | 116  | 127  |

## Obecní správa
Mezi lety 1850–1973 byl Mnichov obcí v okrese Strakonice. Od 1. ledna 1974 do 23. listopadu 1990 patřil jako část městyse ke Katovicím a od 24. listopadu 1990 je opět samostatnou obcí. V letech 1850–1919 k obci patřily Krty.

### Obecní symboly
Znak a vlajka byly obci uděleny rozhodnutím předsedkyně Poslanecké sněmovny Parlamentu České republiky dne 12. dubna 2013.

## Pamětihodnosti
V obci je jeden památkově chráněný objekt, dříve však byla chráněna i usedlost čp. 7.
- Usedlost čp. 8 – usedlost na návsi z první poloviny 19. století s obytným stavením s křídlovým štítem a s kamennou sýpkou ve dvoře[10]

## Galerie

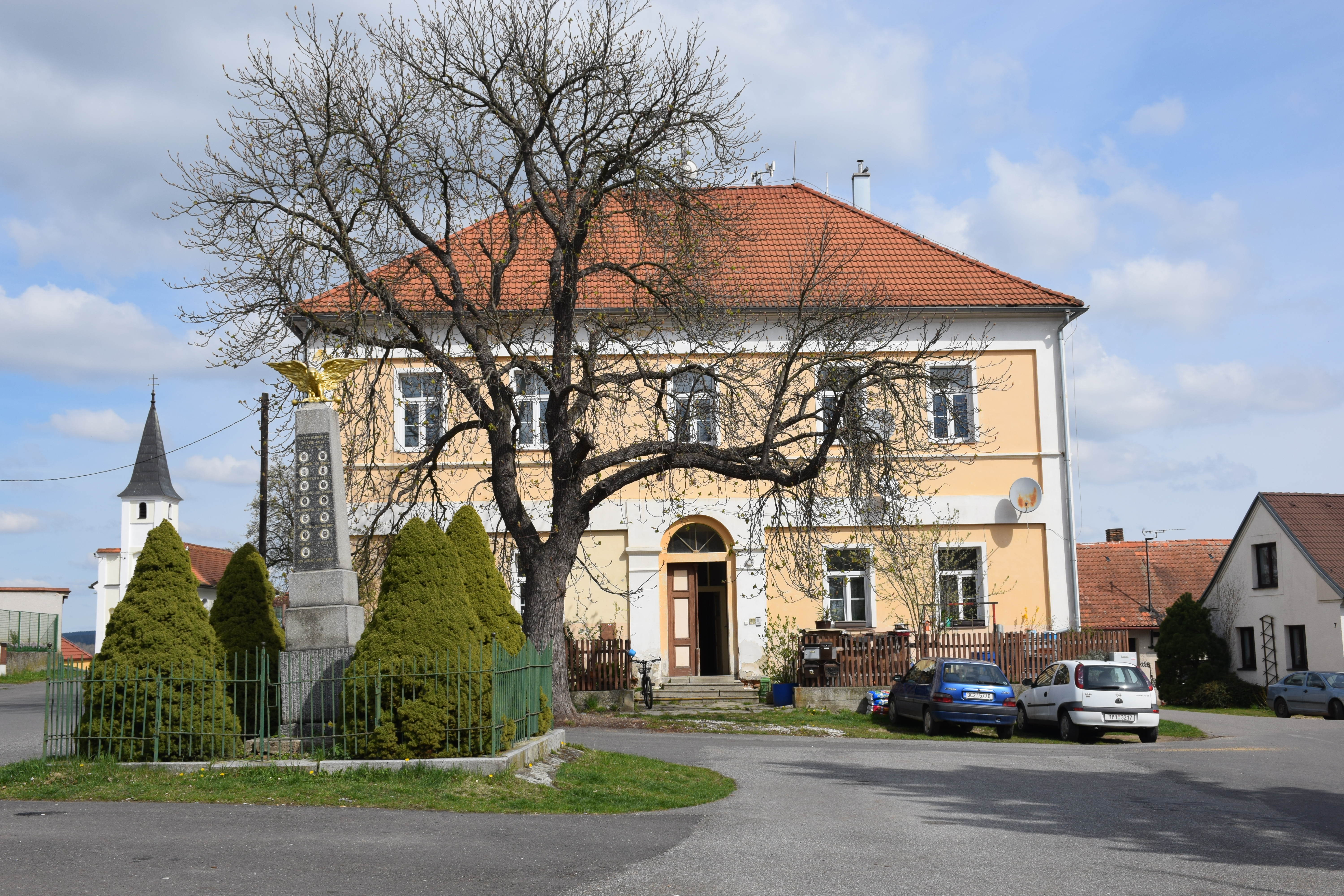
Škola
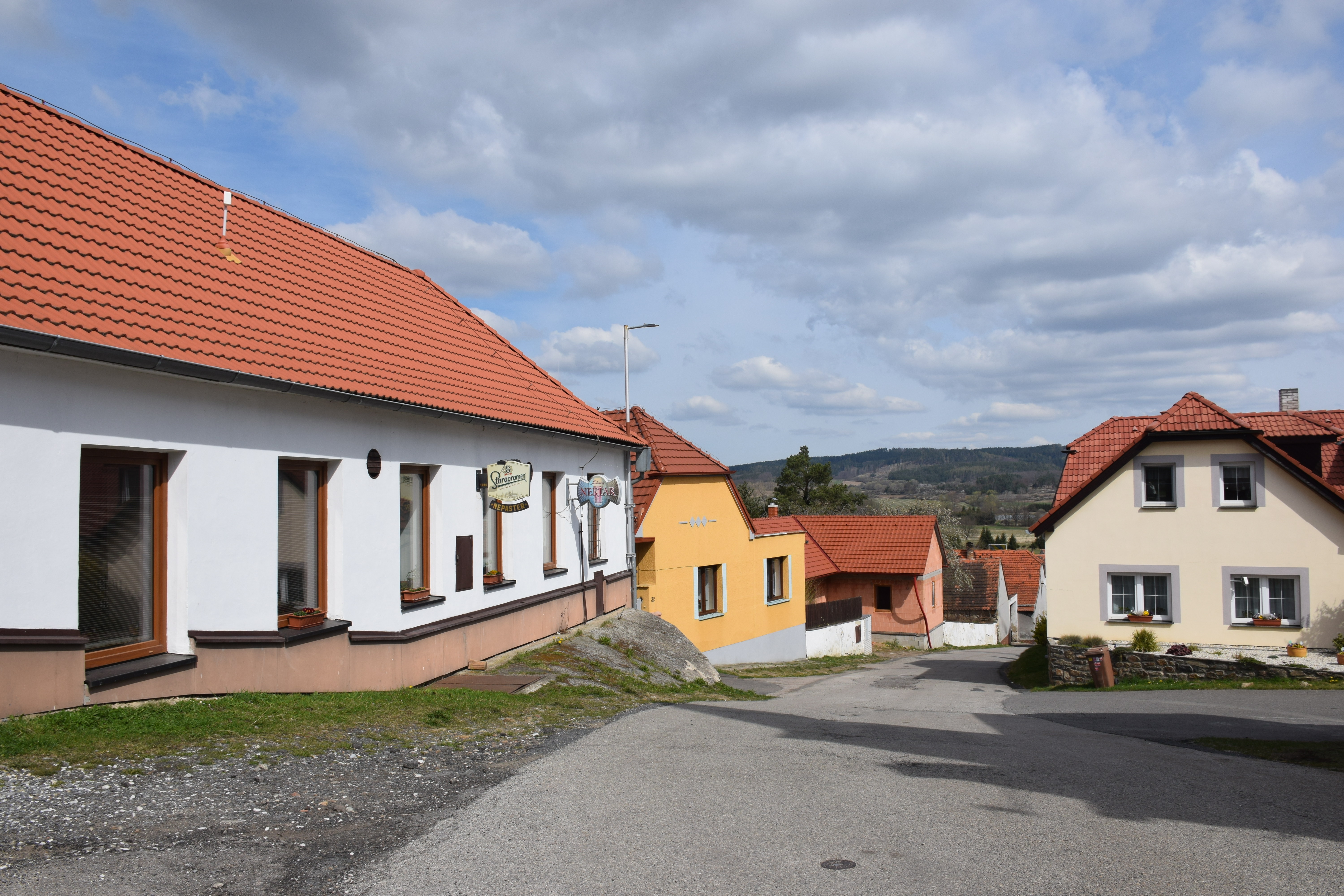
Pohled do vsi
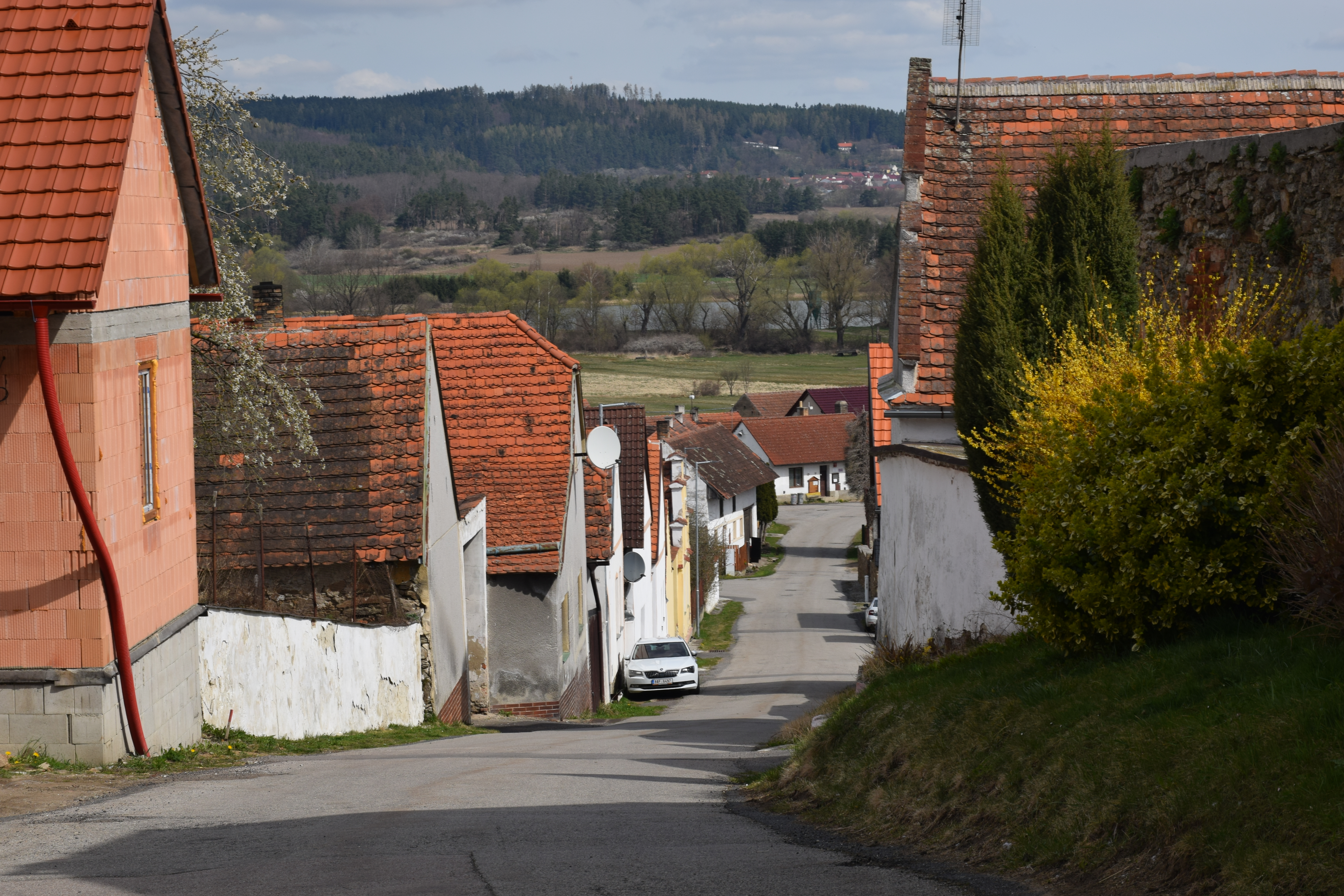
Cesta k rybníku
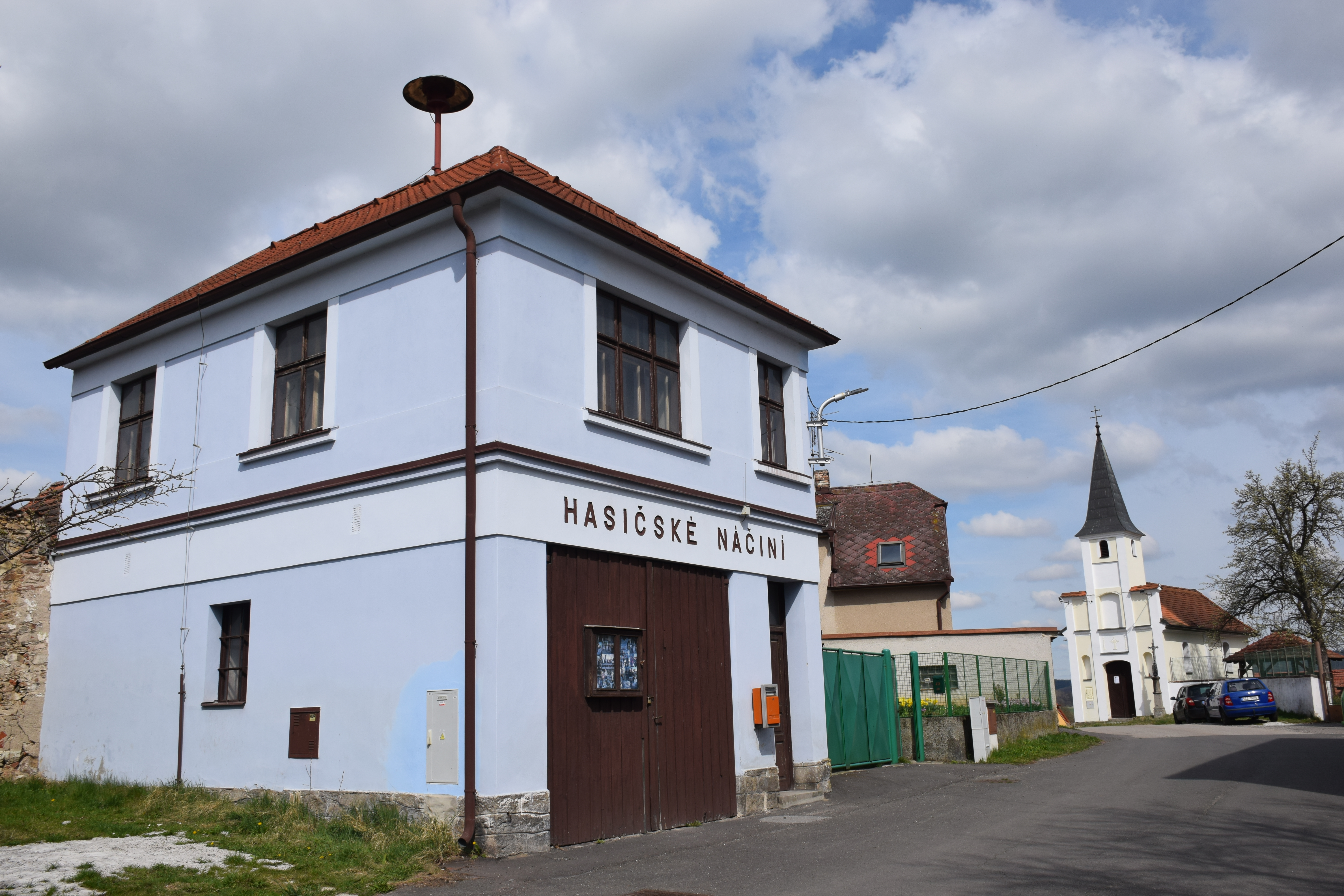
Hasičárna
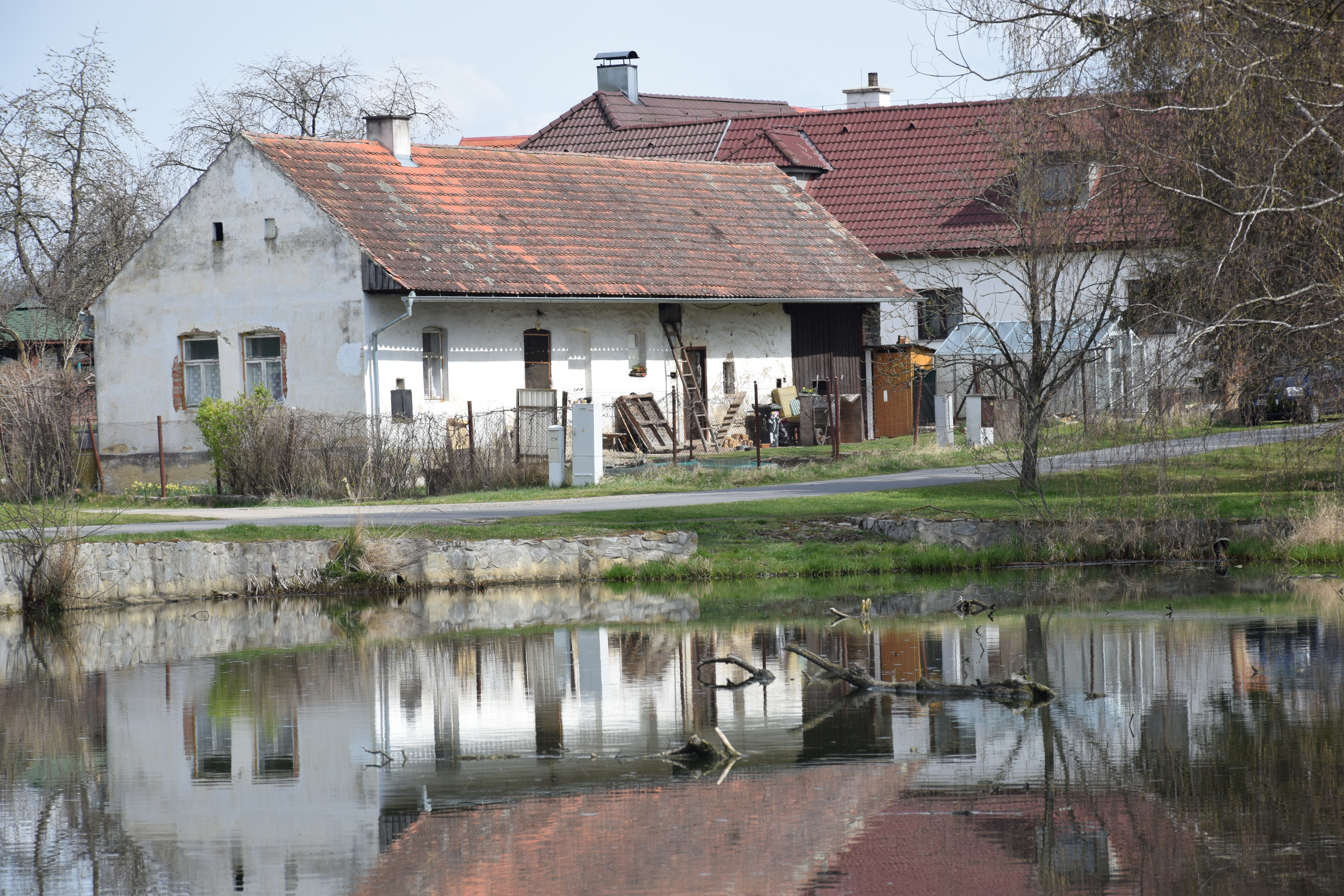
Rybník ve vsi